# Mycetophila mallecoana
Mycetophila mallecoana är en tvåvingeart som beskrevs av Duret 1991. Mycetophila mallecoana ingår i släktet Mycetophila och familjen svampmyggor. Inga underarter finns listade i Catalogue of Life.